# 부전네발나비과
부전네발나비과는 나비의 과이다. 전 세계에 걸쳐 약 1,000여종이 있다. 대부분 신열대구 지역에 분포하고 있음에도 불구하고 이 과는 신세계와 구세계 양쪽을 대표한다.

## 특징
부전나비과처럼, 이 과의 수놈은 암놈이 완전한 크기의 앞다리를 갖고 있는 데 반해, 줄어든 앞다리를 갖고 있다. 수놈의 앞다리는 왕왕 줄어들고, 독특한 모양의 첫 번째 체절(절지동물의 다리)을 갖고 있는데, 그것은 날개가 나와서 만나는 것보다는 두 번째 체절과의 그 연결을 넘어 연장된다. 이들은 뒷날개에 독특한 시맥을 하나 가지고 있다. 뒷날개의 전연맥은 상박각까지 두껍게 이어지고, 휘돌이 정맥은 짧다.
대부분의 종들은 가지들이 열려 있으며, 아주 편평한 잎들의 아래쪽 횃대에 앉는다.

## 분류
- Euselasiinae
- 부전네발나비아과 (Riodininae)
  - Eurybiini
  - Helicopini
  - Mesosemiini
  - Nymphidiini
  - Riodinini
  - Stalachtini
  - Symmachiini